# Жизнь Джавида
Жизнь Джавида (азерб. Cavid ömrü) — азербайджанская драма 2007 года.

## Синопсис
В фильме отражены последние периоды бурной жизни азербайджанского поэта, репрессированного Гусейна Джавида.

## Создатели фильма

### В ролях
- Расим Балаев — Гусейн Джавид
- Джошгун Зейналов — детство Джавида
- Иман Меджидов — юность Джавида
- Диляра Алиева — Мушкюназ
- Вусал Муртузалиев — Эртогрул
- Дениз Таджеддин — Туран
- Мамед Сафа — дьявол; следователь НКВД
- Бахтияр Ханизаде — Аббас Мирза Шарифзаде; Шейх Санан
- Нуреддин Мехдиханлы — Ахмед Джавад
- Гурбан Масимов — Микаил Мушфиг
- Шахмар Гарибли — Абдулла Шаиг
- Имамаддин Гасанов (как Имададдин Гасанов) — юный Шаиг
- Айдын Алиев — Сеид Гусейн
- Анар Гейбатов — юный Сейид Гусейн
- Вугар Ахмедов — Джафар Джаббарлы
- Азер Вечер — Мамед Алили
- Рамиз Новруз — Мир Джафар Багиров
- Мабуд Магеррамов — комиссар НКВД
- Интигам Солтан (как Интигам Солтанов) — министр безопасности (генерал Емельянов)
- Фархад Исрафилов — театральный менеджер

## О фильме
В фильме использованы исторические кадры.
Съемки фильма были заказаны Министерством культуры Азербайджана согласно постановлениям Президента Азербайджана от 23 октября 2002 года и Кабинета Министров Азербайджана от 8 июня 2004 года. Необходимая сумма из резервного фонда на 2004 год была выделена Министерству культуры Азербайджана. На съемки фильма министерство выделило 660 тысяч манатов.
Сценарий является последней частью написанной Анаром трилогии об Узеире Гаджибекове, Мирзе Джалиле и Гусейне Джавиде.
Всего в фильме снялись 72 актёра.
Фильм считается первым в истории азербайджанского кино фильмом (постановочным фильмом), снятым независимой кинокомпанией по заказу государства.
Один из операторов фильма приехал из Ирана. Обнаружение, удаление лица и монтаж фильма были сделаны в Иране. Дубляж и запись музыки производились в Санкт-Петербурге.
Съемки фильма длились почти два года.
Фильм основан на произведениях Гусейна Джавида.